# Une voix dans la nuit (film)
Cet article concerne le film de Frank Lloyd sorti en 1921. Pour le film de Patrick Setter sorti en 2006, voir The Night Listener (film). Pour le roman d' Armistead Maupin, voir Une voix dans la nuit.
Pour plus de détails, voir Fiche technique et Distribution.
Une voix dans la nuit (A Voice in the Dark) est un film américain réalisé par Frank Lloyd, sorti en 1921.

## Synopsis
Deux sœurs se fiancent le même jour, Adele, la cadette, au Docteur Hugh Sainsbury, et Blanche, l'aînée, à Harlan Day, l'assistant du procureur. Elles sont toutes les deux soupçonnées de meurtre lorsque Sainsbury est retrouvé assassiné. Blanche a un mobile, Sainsbury l'a presque déshonorée et elle voulait éviter que sa sœur l'épouse. Grâce au témoignage de deux témoins, un sourd et un aveugle qui résident dans le sanatorium où travaillait Sainsbury, le mystère est résolu : la coupable est Amelia Ellingham, une infirmière que Sainsbury avait séduite et à qui il avait proposé le mariage.

## Fiche technique
- Titre original : A Voice in the Dark
- Titre français : Une voix dans la nuit
- Réalisation : Frank Lloyd
- Scénario : Arthur F. Statter (en), d'après la pièce homonyme de Ralph E. Dyar
- Société de production : Goldwyn Pictures Corporation
- Société de distribution : Goldwyn Pictures Corporation
- Pays d'origine :  États-Unis
- Langue originale : anglais
- Format : noir et blanc — 35 mm — 1,37:1 — Film muet
- Genre : drame
- Durée : 50 minutes
- Dates de sortie :
  -  États-Unis : 26 mars 1921
  -  France : 19 mai 1922[1]
- Licence : Domaine public

## Distribution
- Ramsey Wallace : Harlan Day
- Irene Rich : Blanche
- Alec B. Francis : Joseph Crampton
- Alan Hale : Hugh Sainsbury
- Ora Carew (en) : Adele Walton
- William Scott : Chester Thomas
- Richard Tucker : Lieutenant Patrick Cloyd
- Alice Hollister : Amelia Ellingham
- Gertrude Norman : Mme Lydiard
- James Neill : Edward Small